# Dorfkirche Oderin

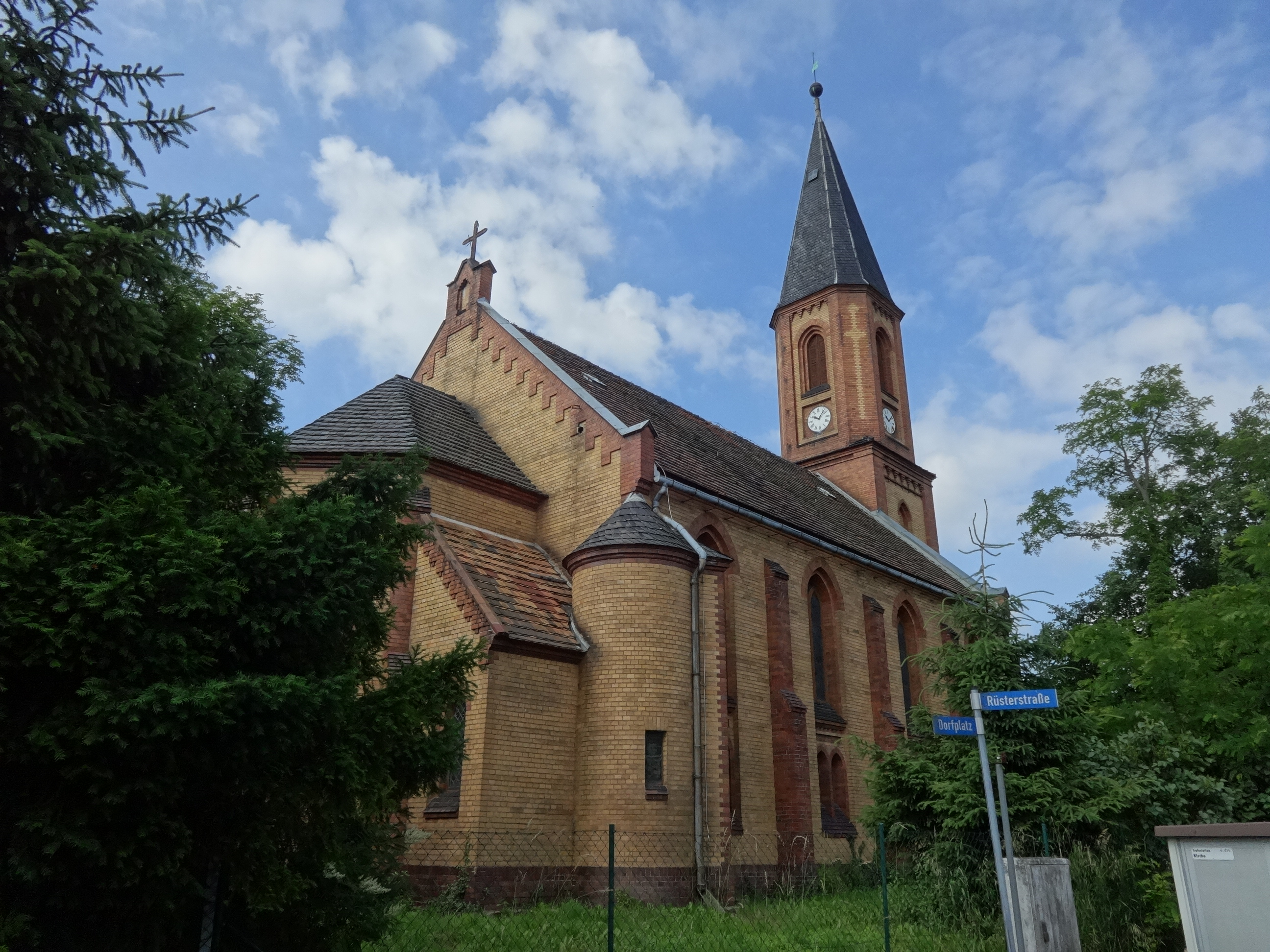
Dorfkirche Oderin

Die evangelische Dorfkirche Oderin ist ein neogotischer Sakralbau in Oderin, ein Ortsteil der Gemeinde Halbe im Landkreis Dahme-Spreewald in Brandenburg.

## Geschichte
Nach Angaben des Amtes Schenkenländchen existierte im 17. Jahrhundert ein Vorgängerbau, der 1666 – und damit nach dem Dreißigjährigen Krieg – zerstört wurde. Die Experten im Dehio-Handbuch geben lediglich an, dass im Jahr 1894 ein Sakralbau nach Plänen des Maurermeisters Degner errichtet wurde.

## Architektur

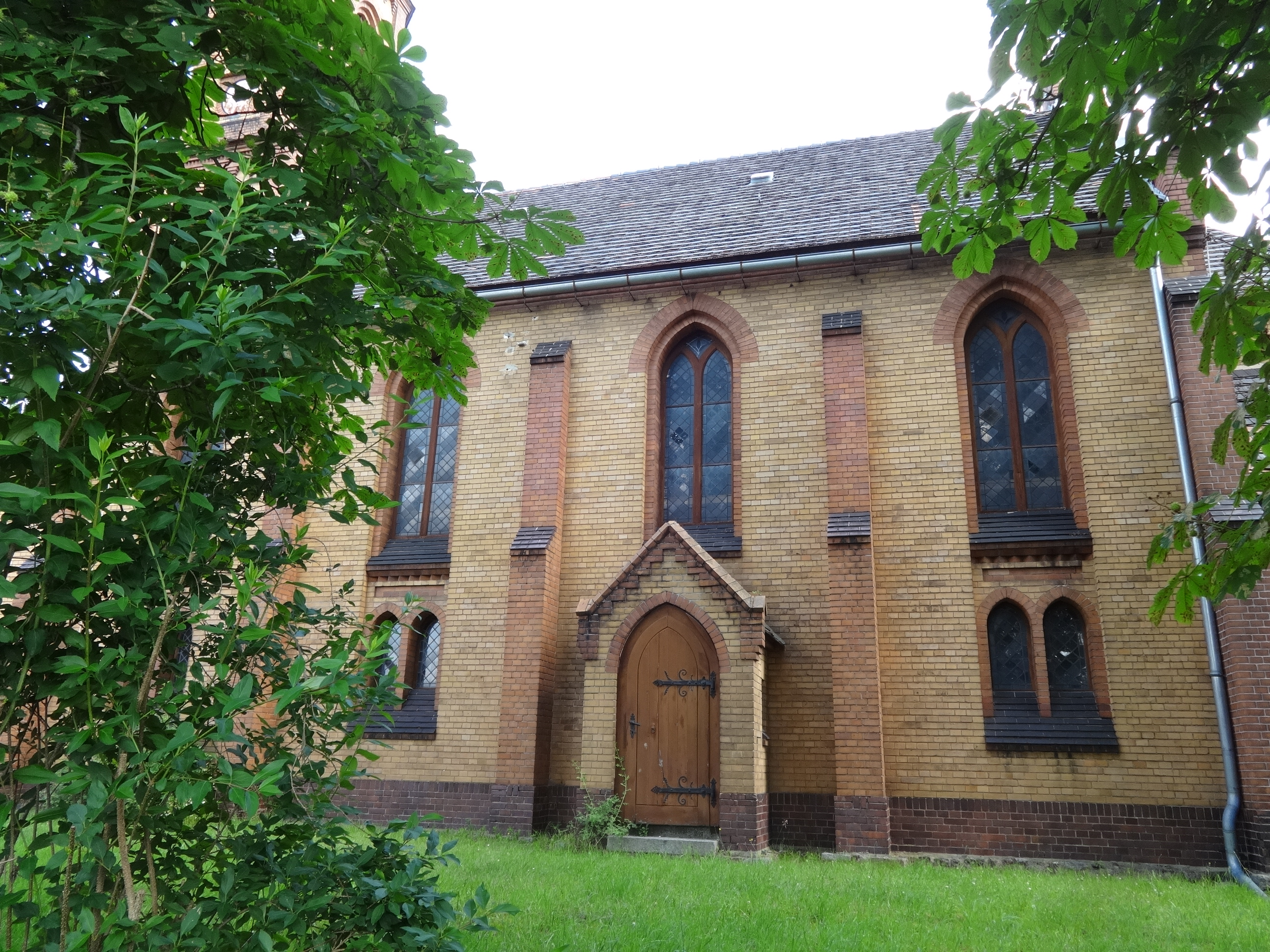
Südansicht des Kirchenschiffs

Das Bauwerk wurde im Wesentlichen aus gelblichem Mauerstein mit einer neugotischen Formensprache errichtet. Die Längsseiten des Kirchenschiffs sind in vier Abschnitte gegliedert, in denen im unteren Bereich jeweils zwei spitzbogenförmige, kleinere und gekuppelte Fenster eingebaut wurden. Darüber schließt sich jeweils ein ebenfalls spitzbogenförmiges, deutlich größeres Fenster an, das in seinem Innern nochmals die neugotische Form aufnimmt. Beide Öffnungen sind über eine aus orangefarbenen Mauersteinen gearbeitete Fasche optisch miteinander verbunden. Diese strenge Gliederung wird durch je vier, zweifach gestufte Strebepfeiler pro Seite nochmals verstärkt. An der südlichen Seite des Kirchenschiffs befindet sich in der Mitte an Stelle der Fenster ein nach vorne heraustretendes Portal mit einer aufwendig gearbeiteten hölzernen Tür und einem mit einem Fries verzierten Giebel. Den Übergang zur polygonalen Apsis erreichte Degner an der Nordseite mit einem rundbogenförmigen zweigeschossigen Turm mit einer Gutsherrenloge, während die Apsis mit einem Fünfachtelschluss wiederum streng geometrisch gegliedert ist. Im unteren Bereich befindet sich lediglich an der Ostseite der beiden Anbauten je ein Fenster, während sie in der Apsis nur im oberen Bereich in deutlich schlichterer Ausführung erstellt wurden. Der östliche Giebel ist ebenfalls aus hellgelbem Mauerwerk und einem Fries errichtet. Er schließt mit einem kleinen Turmaufsatz mit Kreuz ab. Der Westturm wird durch die ebenfalls orangefarbenen Lisenen an seinen Ecken gegliedert. Auf der Höhe der Traufe und dem Dachfirst sind schmale spitzbogenförmige Öffnungen eingearbeitet. Ein nach unten geöffneter rundbogenförmiger Fries schafft den Übergang zum Turmgeschoss, das mit einer Turmuhr und den darüber befindlichen Klangarkaden ausgestattet ist. Die Querseiten sind mit einem Kreuz aus gelblichen und orangefarbenen Ziegeln verziert. Daran schließt sich der Turmhelm mit Turmkugel und Wetterfahne an. Die Dächer sind mit schwarzen Ziegeln gedeckt.

## Ausstattung
Die Kirchenausstattung wird in einem Kirchenführer des Kirchenkreises als „einfach“ bezeichnet. Sie stammt aus der Entstehungszeit der Kirche.

## Sage vom Gespenst an der Kirche
Einer Überlieferung zufolge wollte ein Jugendlicher einige Mädchen auf dem Weg nach Hause erschrecken. Er zog ein Bettlaken über und stellte sich an die Pforte der Kirche. Als die Turmuhr Mitternacht schlug, hörte er ein röchelndes Wesen, das die Turmtreppe herunterkam. Er lief erschrocken nach Hause, legte sich ins Bett und wurde dort am nächsten Morgen tot aufgefunden.